# Bix Beiderbecke
Leon Bismark „Bix” Beiderbecke (ur. 10 marca 1903 w Davenport, zm. 6 sierpnia 1931 na Long Island) – amerykański kornecista, pianista i kompozytor jazzowy. Przedstawiciel stylu chicagowskiego.

## Zarys biografii
Był samoukiem, nie znał solfeżu, jednak od dzieciństwa wyróżniał się znakomitym słuchem. Rodzice, nie aprobując jego fascynacji muzyką, zdecydowali się posłać go do szkoły wojskowej, z której został rychło wydalony.
Początkowo inspirował się grą muzyków z Original Dixieland Jazz Band. W 1923 dołączył do grupy The Wolverines, z którą dokonał nagrań dla wytwórni Gennett Records. W 1924 został przyjęty do zespołu Jeana Goldkette'a, a dwa lata później związał się z orkiestrą saksofonisty Frankie'ego Trumbauera. Wraz z nim i gitarzystą Eddiem Langiem stworzył trio Tram, Bix, and Lang. Zanim zaangażował się do bardzo popularnej w latach 20. XX w. orkiestry Paula Whitemana, powrócił na krótko do zespołu Jeana Goldkette'a.
Niemal od początku kariery miał poważne kłopoty z alkoholem. Wskutek tego przeszedł załamanie nerwowe, które na pewien okres oderwało go od pracy. W 1930 powołał w Nowym Jorku Bix Beiderbecke and his Orchestra.
Zmarł w szpitalu na Long Island w wieku 28 lat, w wyniku spustoszeń spowodowanych w jego organizmie przez chorobę alkoholową.